# (2343) Siding Spring
(2343) Siding Spring est un astéroïde de la ceinture principale.

## Description
(2343) Siding Spring est un astéroïde de la ceinture principale. Il fut découvert le 25 juin 1979 à Siding Spring par Eleanor Francis Helin et Schelte J. Bus. Il présente une orbite caractérisée par un demi-grand axe de 2,33 UA, une excentricité de 0,26 et une inclinaison de 1,8° par rapport à l'écliptique.

## Satellite
Un satellite est détecté autour de (2343) Siding Spring en 2015.

## Compléments